# Abdij Notre-Dame du Vivier

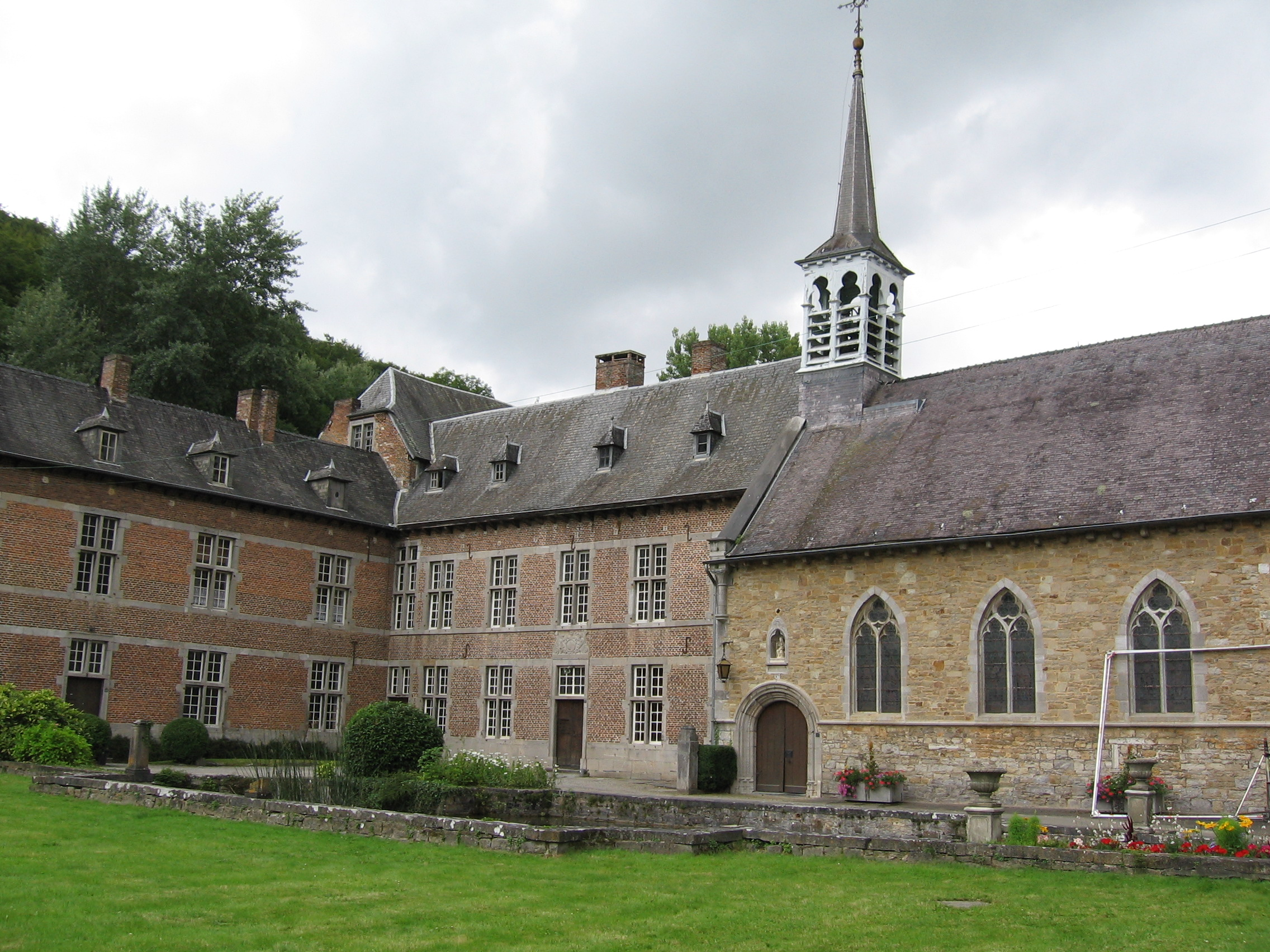
Abdij Notre-Dame du Vivier

De Abdij Notre-Dame du Vivier is een voormalige cisterciënzerinnenabdij in Marche-les-Dames in het bisdom Namen. De abdij werd gesticht in de 13e eeuw en opgeheven in de 19e eeuw. De abdij vormt een gaaf geheel dat geen grote verwoestingen heeft gekend. 

## Geschiedenis
De abdij werd volgens een 17e-eeuwse kroniek in 1103 gesticht door de echtgenotes van Naamse kruisvaarders die samen met Godfried van Bouillon waren vertrokken. Zij wier mannen niet terugkeerden, bleven permanent in het klooster. Volgens een legende werd bij de bouw van het klooster een houten mariabeeld ontdekt in een vijver en vervolgens op het hoofdaltaar geplaatst. De abdij werd gebouwd in de vallei van de Gelbressée, die vroeger de Marca werd genoemd.
In 1146 werd het klooster bezocht door abt Bernard van Clairvaux. In de 1236 verbond de abdijgemeenschap zich dan ook met de cisterciënzers. In de loop van de 14e eeuw trad een geestelijk verval in. In de 15e eeuw vestigden zusters van de abdij van Robermont zich in Marche-les-Dames die de strikte naleving van de kloosterregel aanhingen. Vanuit de Abdij Notre-Dame du Vivier verspreidde deze nieuwe gestrengheid zich over de andere abdijen van vrouwelijke cisterciënzers (Jardinet, La Ramée, Argenton en Soleilmont). De abdij bezat twee landbouwbedrijven die een relatief bescheiden inkomen opleverden. Hierdoor bleef de abdij bescheiden; in 1769 telde Abdij Notre-Dame du Vivier negen geprofeste zusters.
De abdij werd op 1 september 1796 door het regime van de Franse revolutionairen gedwongen ontbonden. Hun goederen werden hun ontnomen en de abdij werd geconfisqueerd en verkocht, maar door vrienden van de orde gekocht. De zusters keerden terug van hun verblijf in Duitsland, maar bij gebrek aan nieuwe intredes stierf de cisterciënzergemeenschap uit in 1856. Ook nadien bleven de gebouwen in gebruik door verschillende ordes en organisaties verbonden met de Kerk. Zo verbleven onder andere van 1981 tot 2000 de Monialen van de Monastieke Familie van Betlehem, Maria Ten-Hemel-Opgenomen en de Heilige Bruno in deze abdij, alvorens te verhuizen naar Opgrimbie.
In de 21e eeuw bevond zich van 2000 tot 2008 het Madonna House in de abdijgebouwen, een Canadese katholieke gemeenschap van leken en priesters.
In september 2014 nam de Fraternité des Saints Apôtres haar intrek in de gebouwen. Deze gemeenschap werd gesticht door aartsbisschop André-Jozef Léonard en is geïnspireerd op het werk van priester Michel-Marie Zanotti-Sorkine, die pastoor is in Marseille. Op 15 juli 2016 werd de Fraternité des Saints Apôtres echter ontbonden door Jozef De Kesel in zijn aartsbisdom. In 2018 kwamen de gebouwen in privébezit en werden opengesteld voor het publiek.

## Gebouwen
De abdijkerk dateert uit de 13e eeuw maar werd grondig verbouwd in 1904. Het gaat om een eenbeukige kerk twee toegangspoorten. De poort voor bezoekers bevindt zich in de zijkant en dateert uit de 14e eeuw. De poort voor de zusters geeft uit op het kloostergebouw en heeft rijke versieringen uit de 16e eeuw. De meeste gebouwen van de abdij opgetrokken in de 15e en het midden van de 16e eeuw. In de 18e eeuw volgde een nieuwe bouwperiode. Het oudste deel is de vleugel van het klooster met de kapittelzaal en de refter (1461-1501).
Het abdissenhuis dateert uit 1724. Het gastenhuis werd gebouwd tussen 1724 en 1726. Op het gelijkvloers zijn twee ontvangstkamers met houtwerk en plafonds met Italiaans stucwerk, en op de verdieping zijn gastenkamers.

## Wetenswaardigheid
In 2008 was de abdij een van de locaties waar de film Soeur Sourire werd gedraaid. Ook voor de televisieserie Ennemi public (RTBF) gebeurden er opnamen. 

## Galerij

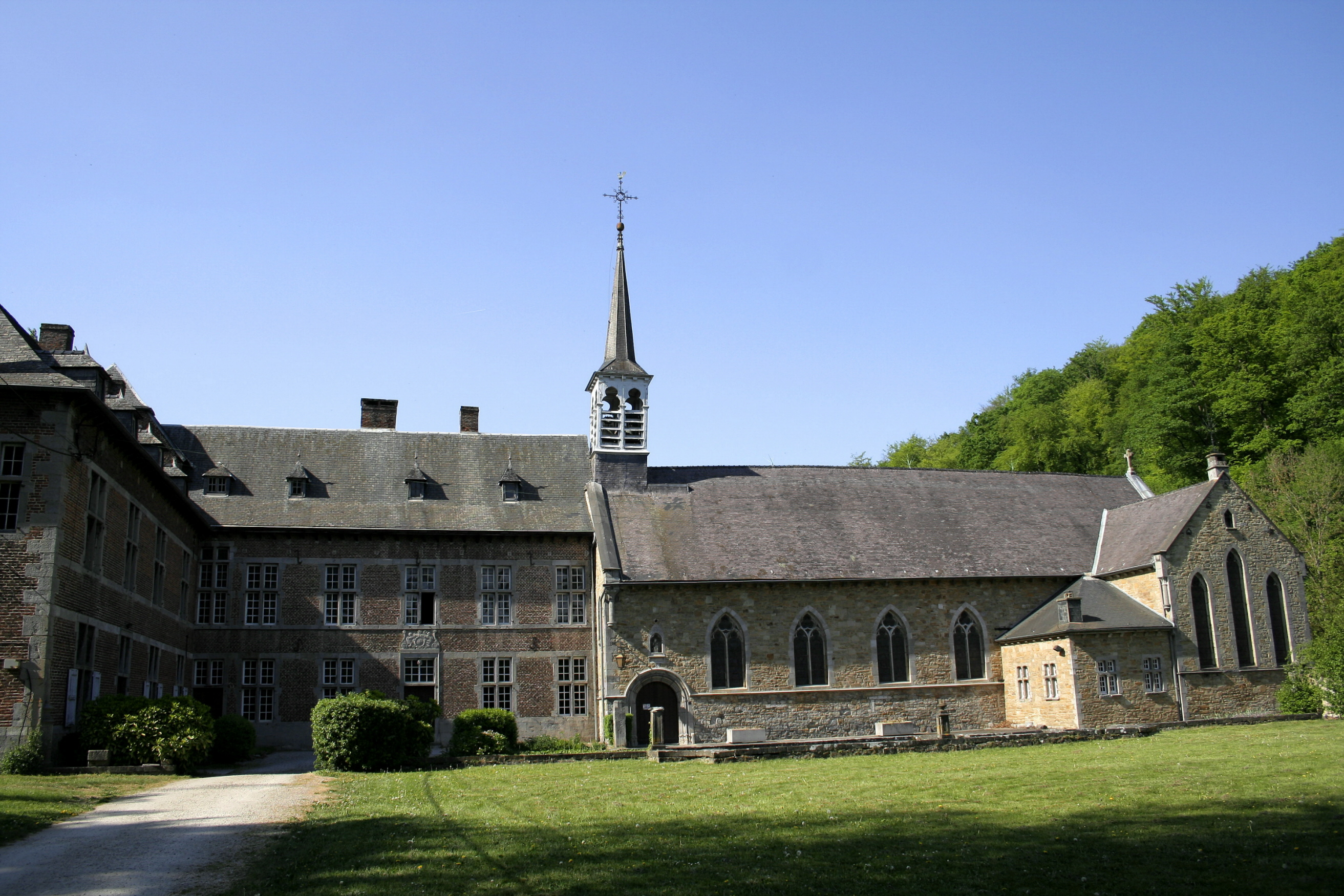
Abdij Notre-Dame du Vivier
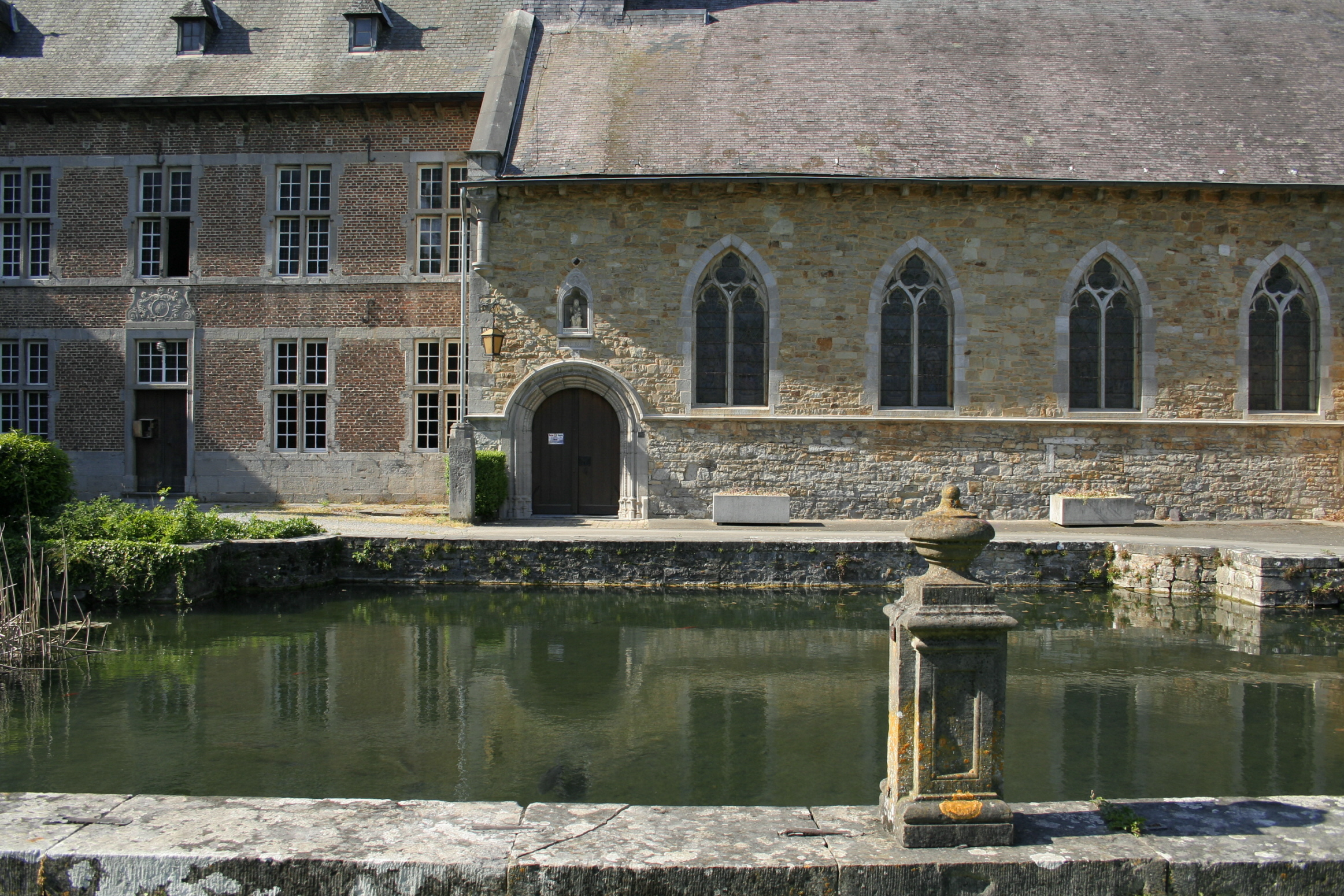
De grote waterbekkens, het hoofdgebouw en de abdijkerk van Notre-Dame du Vivier (XVIIIe eeuw)